# Neferkara (governatore di Tanis)
Neferkara (... – 657 a.C.?) è stato un principe (governatore) di Tanis, nel Basso Egitto, al termine della XXV dinastia.
Fu successore di Padibastet ed il suo nome – peraltro molto comune e riferibile a numerosi altri dinasti egizi – compare su due monumenti, associato a quello di Psammetico I, sovrano della XXVI dinastia che riunificò l'Egitto provocando la scomparsa di queste autonomie locali diffuse nel Delta del Nilo.